# Céline Dept
Céline Dept (Oostende, 8 december 1999) is een Belgische sociale-media-persoonlijkheid die bekend is van TikTok. Ze begon met het plaatsen van video's op dit platform in april 2019. In mei 2023 had ze op TikTok ruim 12 miljoen volgers, wat haar de grootste Belgische TikTokker maakt qua behaalde volgers.
Samen met haar vriend Michiel Callebaut heeft ze tevens een YouTube-kanaal, genaamd 'Celine & Michiel'. Dept is vooral bekend van haar voetbal, dans en trending content. Ze laten zich sponsoren door bedrijven.
In 2020 vond hun eerste 'meet & greet' plaats, wat de media haalde doordat er een file ontstaan was op de autosnelweg wegens de aanwezigheid van honderden fans.

## Prijzen
| Jaar | Prijs                      | Categorie                 | Resultaat   |
| ---- | -------------------------- | ------------------------- | ----------- |
| 2020 | Het gala van de gouden K’s | Grave griet van het jaar  | Genomineerd |
| 2020 | Het gala van de gouden K’s | TikTok-ster van het jaar  | Genomineerd |
| 2021 | De Jamies                  | Beste TikTok              | Genomineerd |
| 2023 | Het gala van de gouden K’s | Online ster van het jaar  | Genomineerd |
| 2024 | Het gala van de gouden K’s | Online ster van het jaar  | Genomineerd |
| 2024 | Het gala van de gouden K’s | Samenwerking van het jaar | Genomineerd |